# Monumento a Stalin (Budapest)

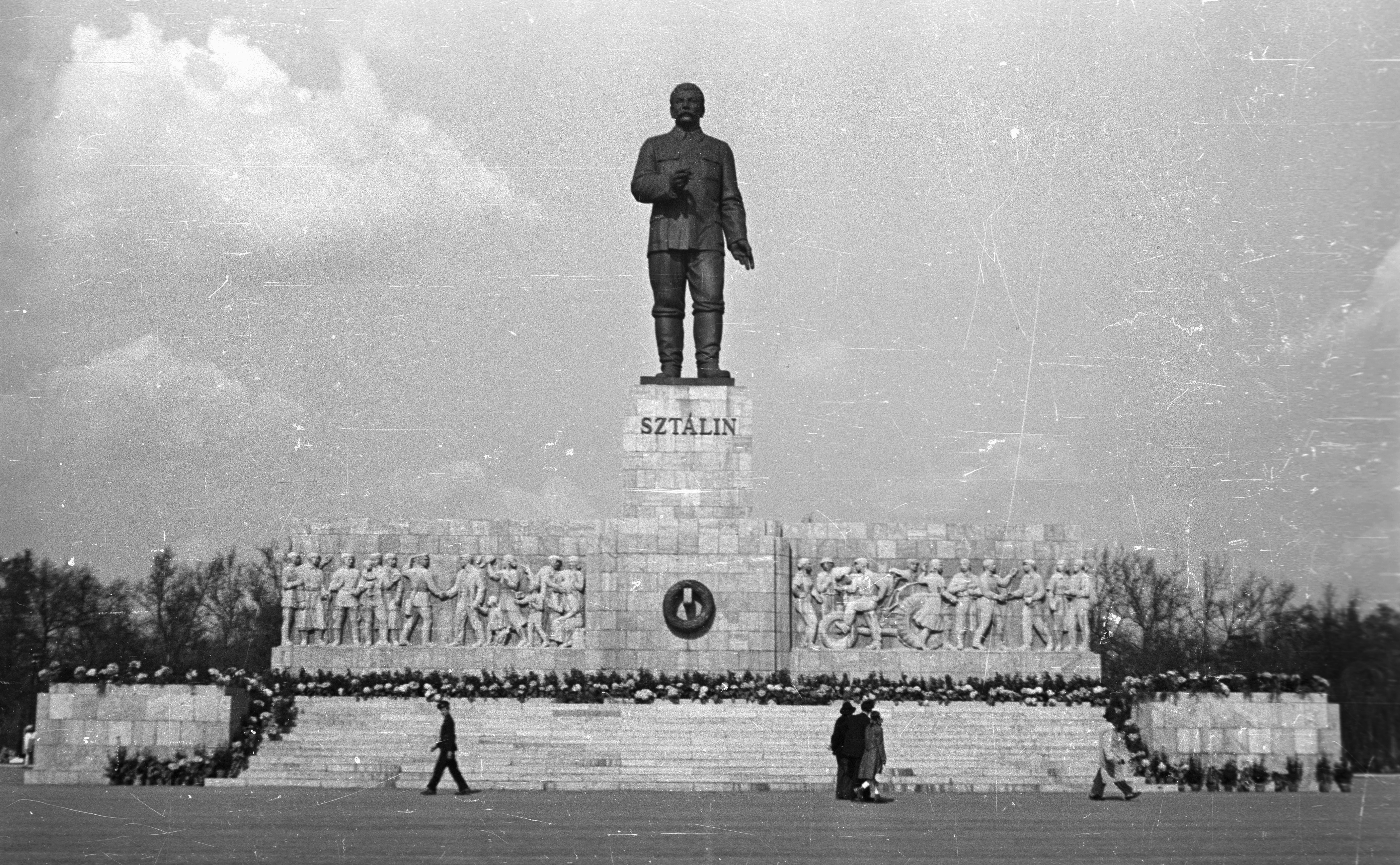
El monumento a Stalin en 1953.

El Monumento a Stalin en Budapest se concluyó en diciembre de 1951 como presente del pueblo húngaro a Iósif Stalin en su septuagésimo aniversario (21 de diciembre de 1949). Fue destruido el 23 de octubre de 1956, durante la Revolución Húngara de este año.

## Monumento
El monumento fue erigido en el borde del Városliget, el parque urbano de Budapest. El monumento medía 25 metros de altura en total. La estatua de bronce se levantaba ocho metros sobre una base de piedra de cuatro metros de altura, que a su vez se apoyaba en una tribuna de 18 metros de anchura. Stalin estaba representado como orador, alto y rígido y con la mano derecha en el pecho. Los lados de la tribuna se decoraron con esculturas en relieve que mostraban al pueblo húngaro dándole la bienvenida a su líder. El escultor húngaro Sándor Mikus creó la estatua y recibió por ello el Premio Kossuth, la más elevada distinción que podía obtener un artista húngaro.

## Trasfondo
El Monumento a Stalin se construyó durante el periodo clásico del Realismo Socialista, el estilo oficial del estalinismo, que era una herramienta para tratar de introducir la ideología del Partido en el pueblo. Este estilo realista y didáctico celebraba el trabajo duro del proletariado y en especial el culto a la personalidad que rodeaba a figuras como Lenin, Stalin y otros dirigentes comunistas de Europa oriental.
Las estatuas de Stalin fueron apareciendo por el este de Europa entre las décadas de 1930 y 1950. Eran objetos de culto que mostraban los poderes casi místicos de Stalin. Tras la finalización de la estatua, un periodista de Budapest dijo: 

"Stalin ya estaba con nosotros antes; ahora estará con nosotros aún más. Vigilará nuestro trabajo, y con su sonrisa nos mostrará el camino. Me han dicho que en Moscú es costumbre hacer una visita al Camarada Lenin en la Plaza Roja antes de comenzar o de terminar una tarea importante, sea para informarle o para pedirle consejo. Sin duda, lo mismo ocurrirá aquí con la estatua del Camarada Stalin."

El monumento no solo demostraba el poder de Stalin, sino también el poder del Partido de los Trabajadores Húngaros. Justo enfrente del Monumento a Stalin se encontraba MÉMOSZ, la sede del sindicato de la construcción, condenada por su arquitectura modernista que llevaba la influencia de Occidente.
Tras la muerte de Stalin en 1953, el Realismo Socialista inició su declinar y en conexión con los cambios políticos iniciados por Jruschov en 1956, durante el XX Congreso del Partido Comunista de la Unión Soviética, en el que denunció el culto a la personalidad de Stalin.

## Destrucción

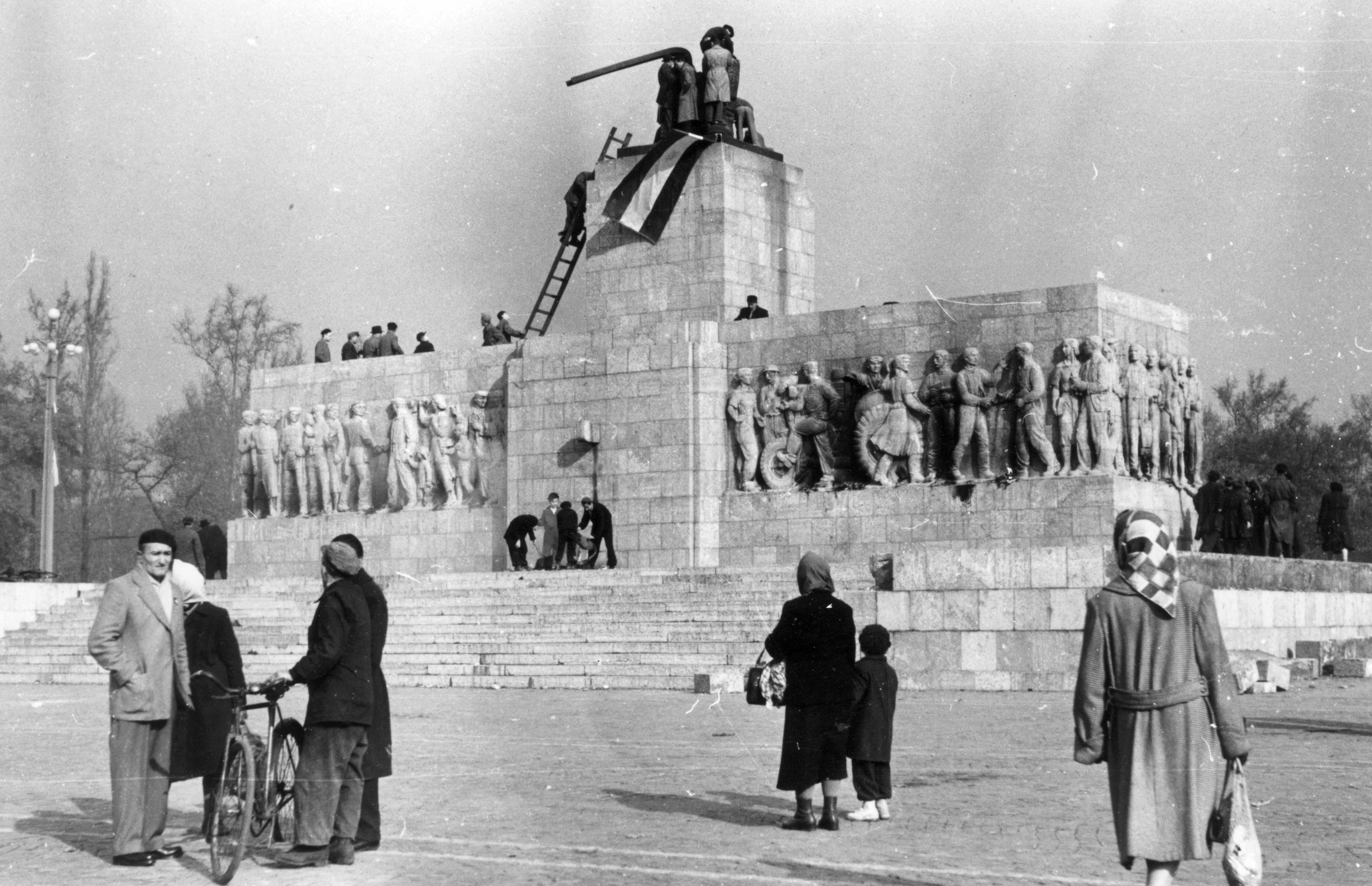
Los restos del monumento posterior a su destrucción en 1956.

El 23 de octubre de 1956, unos doscientos húngaros se reunieron en Budapest para manifestar su simpatía por los polacos que habían obtenido reformas políticas durante el Octubre polaco. Los húngaros transmitieron por radio dieciséis reivindicaciones, una de las cuales era el desmantelamiento de la estatua de Stalin. Cien mil revolucionarios húngaros desmontaron la estatua, dejando sólo sus botas, en las que plantaron una bandera de Hungría. El nombre escrito en bronce del dirigente, maestro y "mejor amigo" de los húngaros fue borrado del pedestal. Antes de derribar la estatua alguien puso un cartel sobre la boca de Stalin, en el que podía leerse "¡RUSOS, CUANDO HUYÁIS NO ME DEJÉIS AQUÍ!" Los revolucionarios cantaron "¡Rusia, vete a casa!" mientras tiraban la estatua. Escribieron "W.C.” y otros comentarios insultantes en los restos fragmentados del monumento.
Según la narración del incidente hecha por Sandor Kopacsi, jefe de la policía de Budapest: 

"[Los manifestantes] colocaron (...) un grueso cable de acero alrededor del cuello de la estatua de 25 metros de Stalin, mientras otra gente que llegaba en camiones con cilindros de oxígeno y herramientas para cortar metal se puso a trabajar en el calzado de bronce. (...) Una hora después la estatua caía del pedestal."

## Presente

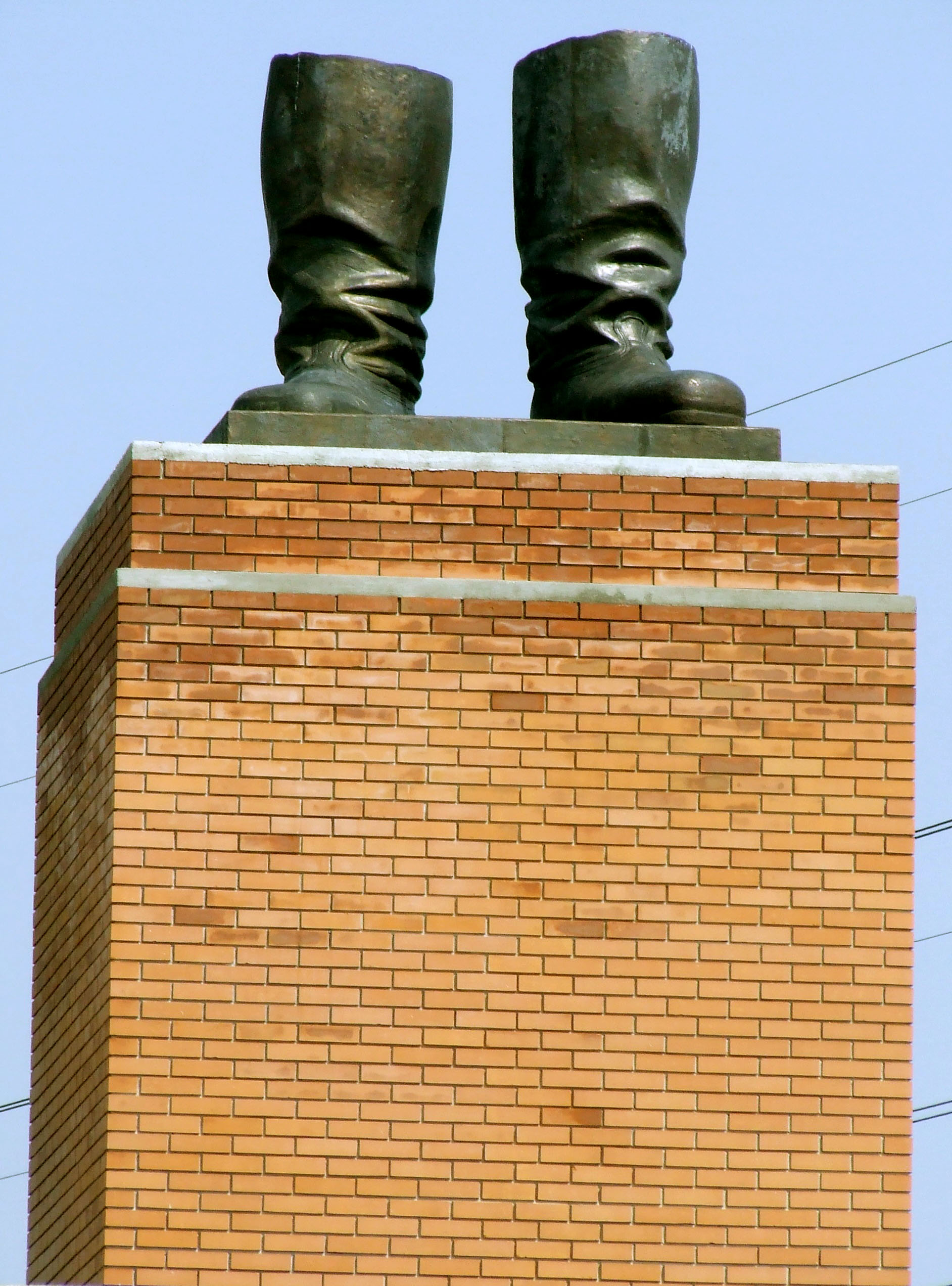
Copia de las botas de bronce de Stalin.

El lugar del antiguo Monumento a Stalin lo ocupa en la actualidad el Monumento a la Revolución de 1956, completado en 2006 con ocasión de cincuentenario del acontecimiento histórico.
En 2006, se construyó en el Parque de las Estatuas una copia a tamaño real de la tribuna, con las botas de bronce rotas sobre el pedestal. No se trata de una copia precisa del original, sino de una recreación artística obra del escultor Ákos Eleőd.